# Илија Антуновић
Илија Антуновић (Дрвеник, код Макарске, 20. јун 1919 — Загреб, 10. јануар 2005), учесник Народноослободилачке борбе, потпуковник ЈНА, друштвено-политички радник СР Хрватске и народни херој Југославије.

## Биографија
Рођен је 20. јуна 1919. године у Дрвенику, код Макарске, у сиромашној сељачкој породици. Док је похађао основну школу у Дрвенику, помагао је родитељима у обради земље. Када је порастао, радио је и као надничар код имућних сељака и бавио се риболовом. Рано се укључио у раднички покрет у Макарском приморју.
Капитулација Југославије затекла га је као морнара на разарачу „Дубровник“ у Боки которској. Тада се вратио у Дрвеник, придружио се организаторима Народноослободилачког покрета (НОП) и учествовао у припремама устанка. Када је, августа 1941. године, добио позив да ступи у домобранску војску, побегао је од куће и прешао у илегалност. Ускоро су му се придружили и други дезертери из Дрвеника, с којима је прикупљао оружје и припремао оружану борбу. У септембру је примљен у Комунистичку партију Југославије (КПЈ), а у новембру присуствовао састанку комуниста у Баћини код Плоча, на коме је одлучено да се почне оружани устанак.
Јануара 1942. године учествовао је у разоружању, а у фебруару се придружио биоковским партизанима и учествовао у свим борбама које је водила Прва јужнодалматинска (Биоковска) чета против Италијана и усташа. Убрзо је постао десетар и истакао се у борбама за Вргорац, Сташевицу и Грнченик. Када је, јуна 1942. године, формиран батаљон „Јосип Јурчевић“, Илија је био постављен за заменика комесара чете. У борбама које је водио његов батаљон против Италијана, од 16. августа до 2. септембра, истакао се у умешном руковођењу четом. При формирању Четврте далматинске бригаде, јануара 1943. године, постао је командир чете, а у марту заменик команданта, па командант Првог батаљона Биоковског одреда. С батаљоном је Илија водио тешке борбе против усташа у Имотској крајини и наносио им губитке. За постигнуте успехе батаљон је био проглашен ударним. Под његовом командом батаљон је, почетком јуна 1943. године, напао Загвозд у коме се бранило око 150 усташа. После двосатне огорчене борбе убијено је 35, а заробљено 37 усташа са стожерником.
Почетком августа 1943. године, формирана је Група ударних батаљона Далмације, па је у њен састав ушао и батаљон Илије Антуновића. У септембру, Група ударних батаљона је прерасла у Трећу далматинску бригаду, након чега је Илија са својим батаљоном учествовао у свим борбама које је бригада водила у долини Цетине, од Сиња до Книна. Посебно се истакао код Врлике, водећи борбу прса о прса против непријатеља. После капитулације Италије, његов батаљон је ушао у састав Прве далматинске бригаде и истакао се у борбама на средњодалматинским острвима. У борби на Корчули уништио је петнаест, а заробио седамдесет немачких војника. На Мљету је убио деведесет, а заробио више од сто Немаца.
Током рата је више пута био рањаван, али се после оздрављења увек враћао у свој батаљон. У мају 1944. године тешко је био рањен у борбама на Шолти, па је пребачен на лечење у Италију. После повратка у земљу, децембра 1944. године, био је постављен за команданта града Дубровника, а пред крај рата за команданта Допунске бригаде у Трогиру.

### Послератни период
После завршетка рата, све до 1956. године, налазио се на одговорним дужностима у Југословенској народној армији (ЈНА), када је, као тежак ратни инвалид, пензионисан у чину потпуковника ЈНА. После тога је дипломирао на Правном факултету у Загребу. Као активан друштвено-политички радник, 1969. године биран је за народног заступника Републичког већа Сабора СР Хрватске и ту је функцију обављао све до 1974. године.
Умро је 10. јануара 2005. године у Загребу. Сахрањен је у родном Дрвенику.
Носилац је Партизанске споменице 1941. и многих других високих југословенских одликовања. Орденом народног хероја одликован је 23. јула 1952. године.